# Talet om människans värdighet
Talet om människans värdighet (De hominis dignitate) är ett berömt tal som hölls 1486 av Pico della Mirandola och som betecknats som "Renässansens manifest". 

## Innehåll
Talet försökte kartlägga det mänskliga landskapet för att helt uppmärksamma människans förmåga och människans perspektiv. Det prisar varelsen människa  för dess frihet och förmåga att förstå och behärska verkligheten i dess helhet: kallelsen att utan någon särskild inplacering i ekosystemet skapa sig själv.

### De fria konsternas värdighet
Pico della Mirandola höll sitt tal inför ett fientligt prästerskap om de fria konsternas värdighet. Efter en utläggning (§11ff) om änglarnas hierarki och deras specialisering (serafer, keruber, troner i "de himmelska körerna") framhåller Pico att den filosoferande människan har förmågan att behärska alla dessa "register" (§23). 

### Vikten av människans sökande efter kunskap
Efter att Gud skapat alla varelser, tänkte han sig en tänkande varelse som skulle uppskatta alla Hans verk, men det fanns inte längre något rum i varandets kedja. Alla tänkbara inlänkningar från änglar till maskar hade fyllts. Så Gud skapade människan som inte utgjorde någon speciell länk i kedjan (§4). Istället gavs människan möjlighet att lära av och härma varje existerande varelse. När människan filosoferar klättrar hon uppför varandets kedja mot änglarna och till gemenskap med Gud (§15ff). När hon misslyckas med att utnyttja sitt intellekt blir hon en vegeterande varelse. 
Föreställningen att människan kunde klättra uppåt i varandets kedja genom utövandet av sin intellektuella kapacitet gav ett starkt stöd för värdigheten i människans tillvaro under hennes jordevandring. Roten till denna värdighet var försäkran om att människan kunde förändra sig genom sin egen fria vilja, alltmedan alla andra förändringar i naturen var resultatet av någon yttre påverkan. Pico observerade från historien att filosofin och institutioner alltid befann sig i förändring och att människans förmåga att ändra sig själv var det enda beständiga. Kopplad till tron att allt skapande utgör en symbolisk återspegling av det gudomliga gav Picos tankar ett stort inflytande på konsterna och bidrog till att lyfta författare och målare upp från sin medeltida roll som enbart hantverkare till renässansens ideal av konstnären som ett geni.

### Introduktionen till de 900 teserna
Talet tjänade också som en introduktion av Picos 900 teser, som han menade skulle utgöra en tillräcklig grund för upptäckandet av all kunskap och sålunda bli en modell för mänsklighetens uppstigande på varandets kedja.